# Michel Hazanavicius
Michel Hazanavicius (sinh ngày 29 tháng 3 năm 1967) là một đạo diễn phim, nhà sản xuất và nhà biên kịch Pháp. Ông nổi tiếng nhất với bộ phim The Artist ra mắt năm 2011 và đã giành giải Oscar cho Hình ảnh đẹp nhất, và bản thân ông đã giành được giải Oscar cho Đạo diễn xuất sắc nhất tại Lễ trao giải Oscar lần thứ 84. Ông cũng đạo diễn bộ phim trinh thám hài châm biếm OSS 117: Cairo, Nest of Spies và OSS 117: Lost in Rio.

## Tiểu sử
Michel Hazanavicius sinh ra vào 1 gia đình người Do Thái từ Litva, ông bà định cư tại Pháp vào những năm 1920. Trước khi đạo diễn phim, Hazanavicius làm việc trong truyền hình, bắt đầu từ kênh Canal+, nơi ông bắt đầu làm đạo diễn trong năm 1988. ông bắt đầu đạo diễn quảng cáo cho các công ty như Reebok và Bouygues Telecom, và sau đó, vào năm 1993, ông đã thực hiện bộ phim đầu tiên dài của mình, La Classe américaine, cho truyền hình. Bộ phim, đồng đạo diễn với Dominique Mézerette, bao gồm toàn bộ các cảnh phim lấy từ các bộ phim khác nhau được sản xuất bởi Warner Bros. studio, được chỉnh sửa lại và lồng tiếng Pháp. Trong năm 1997, Hazanavicius đạo diễn bộ phim ngắn đầu tiên của mình, Echec au capital, và tiếp theo sau đó là phim truyện sân khấu đầu tiên, Mes amis, nơi em trai ông Serge Hazanavicius đóng vai chính Serge Hazanavicius.